# Ostedes albomarmorata
Ostedes albomarmorata là một loài bọ cánh cứng trong họ Cerambycidae.